# Trimingham

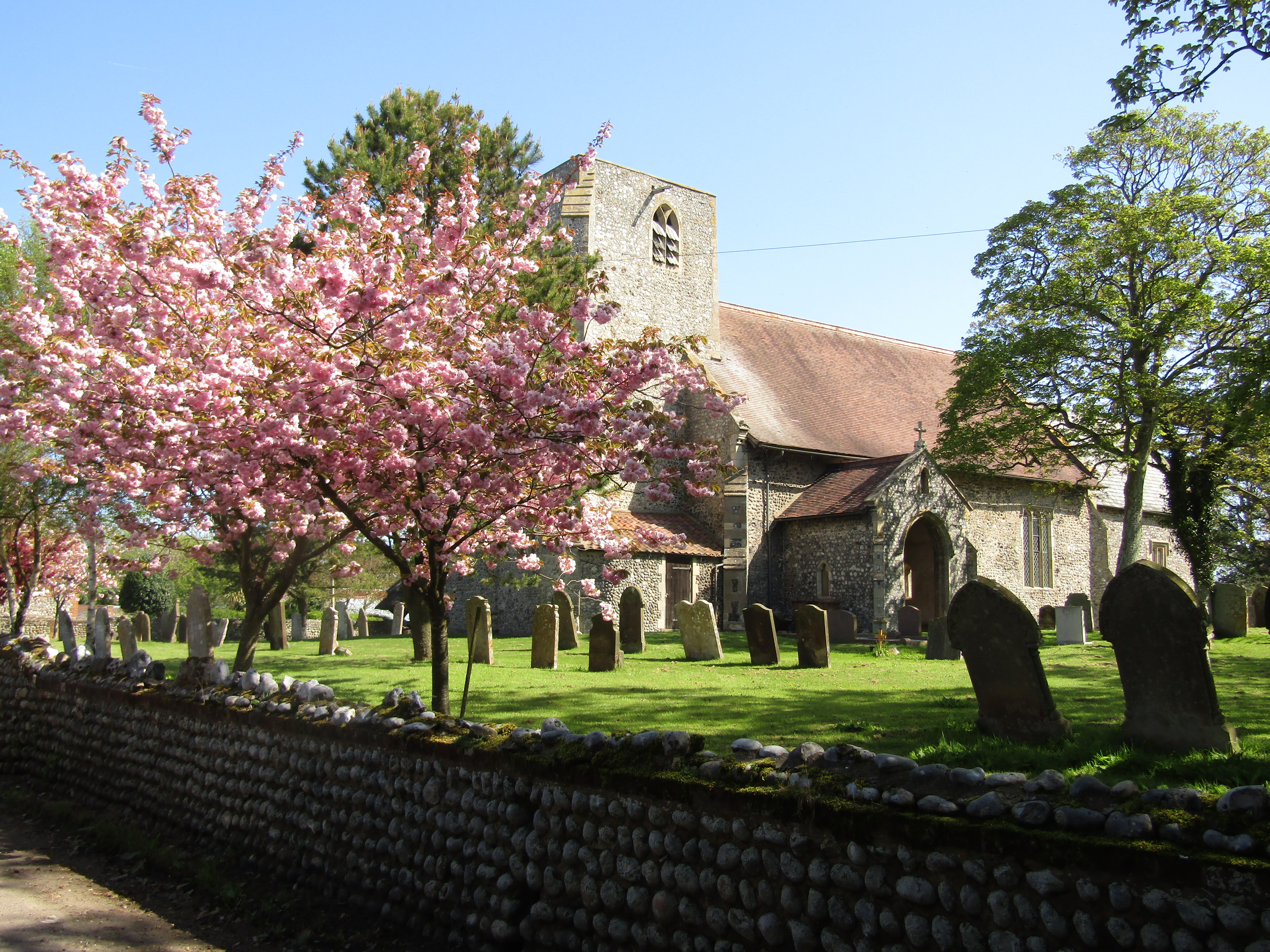
Trimingham: la chiesa di San Giovanni Battista

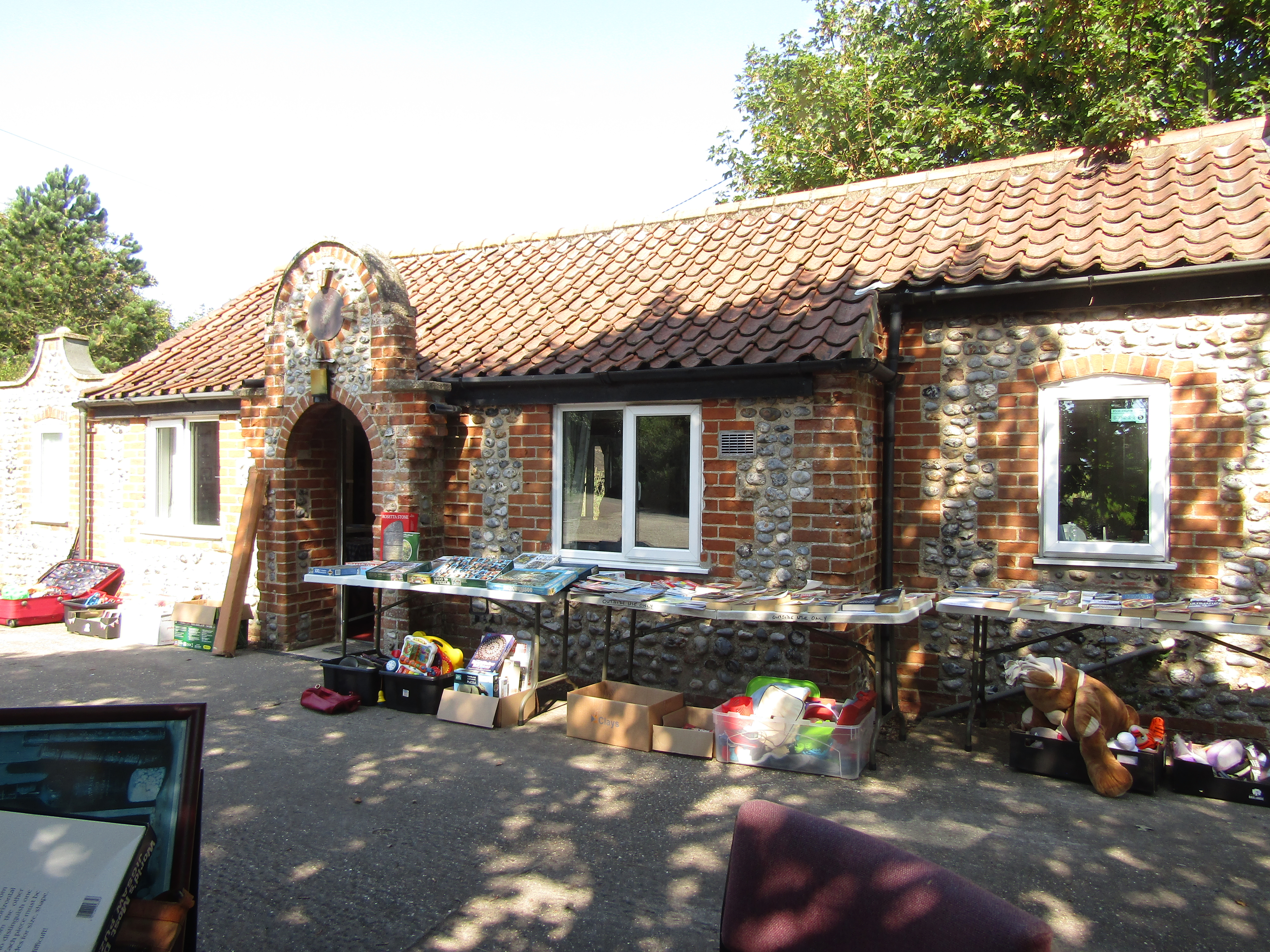
Trimingham: The Pilgrim Shelter

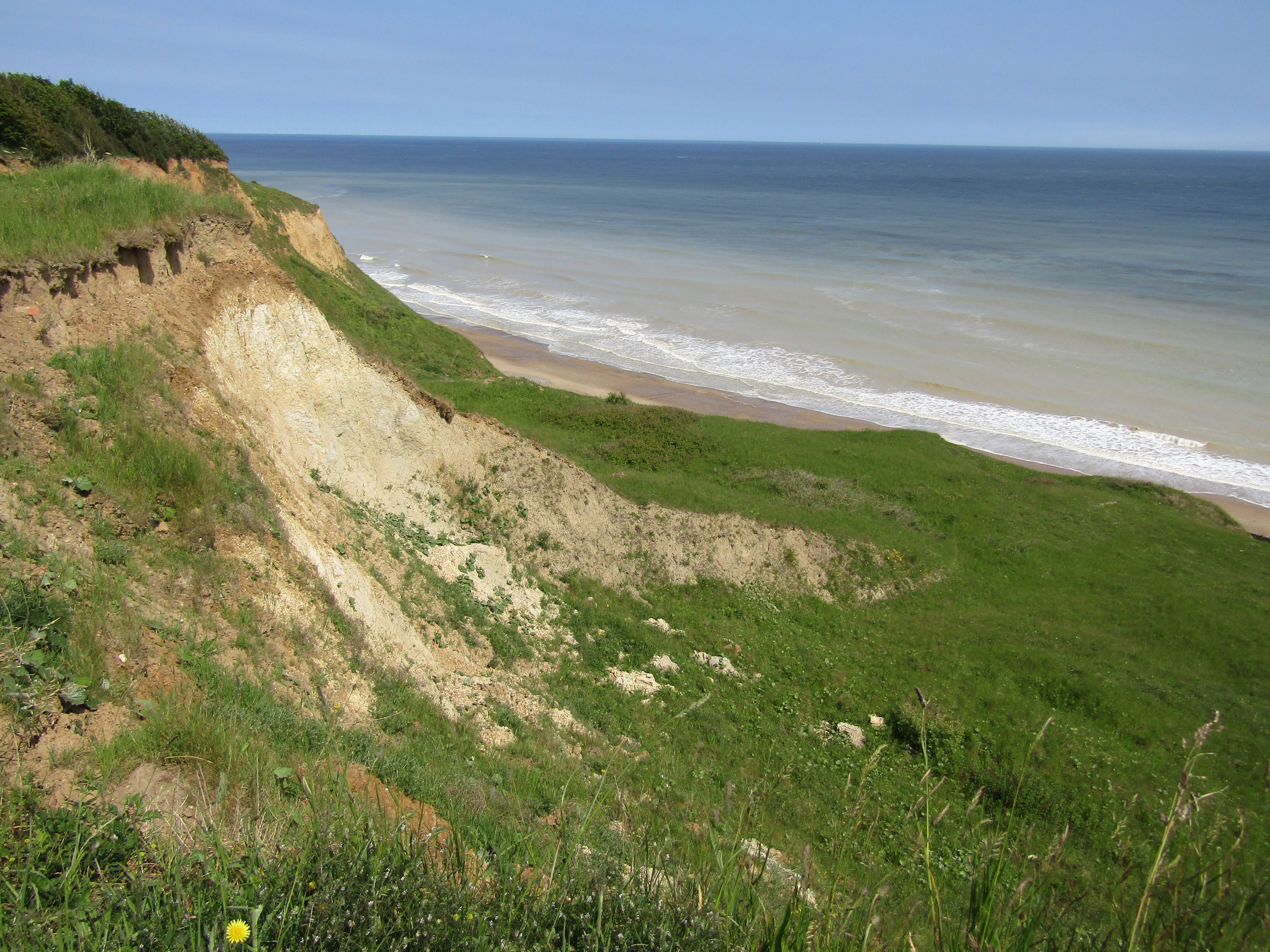
Scoliere e spiaggia di Trimingham

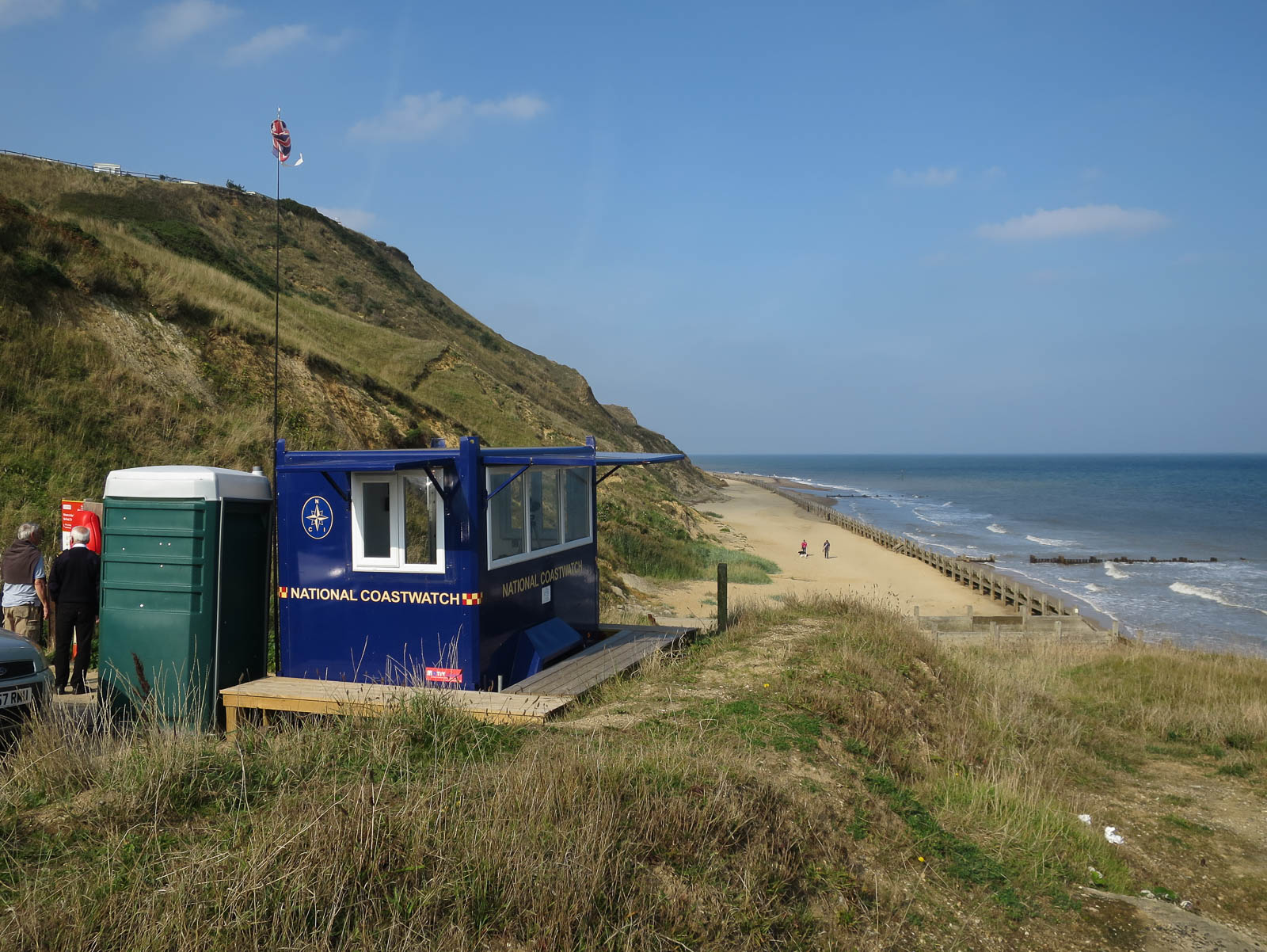
Spiaggia di Trimingham

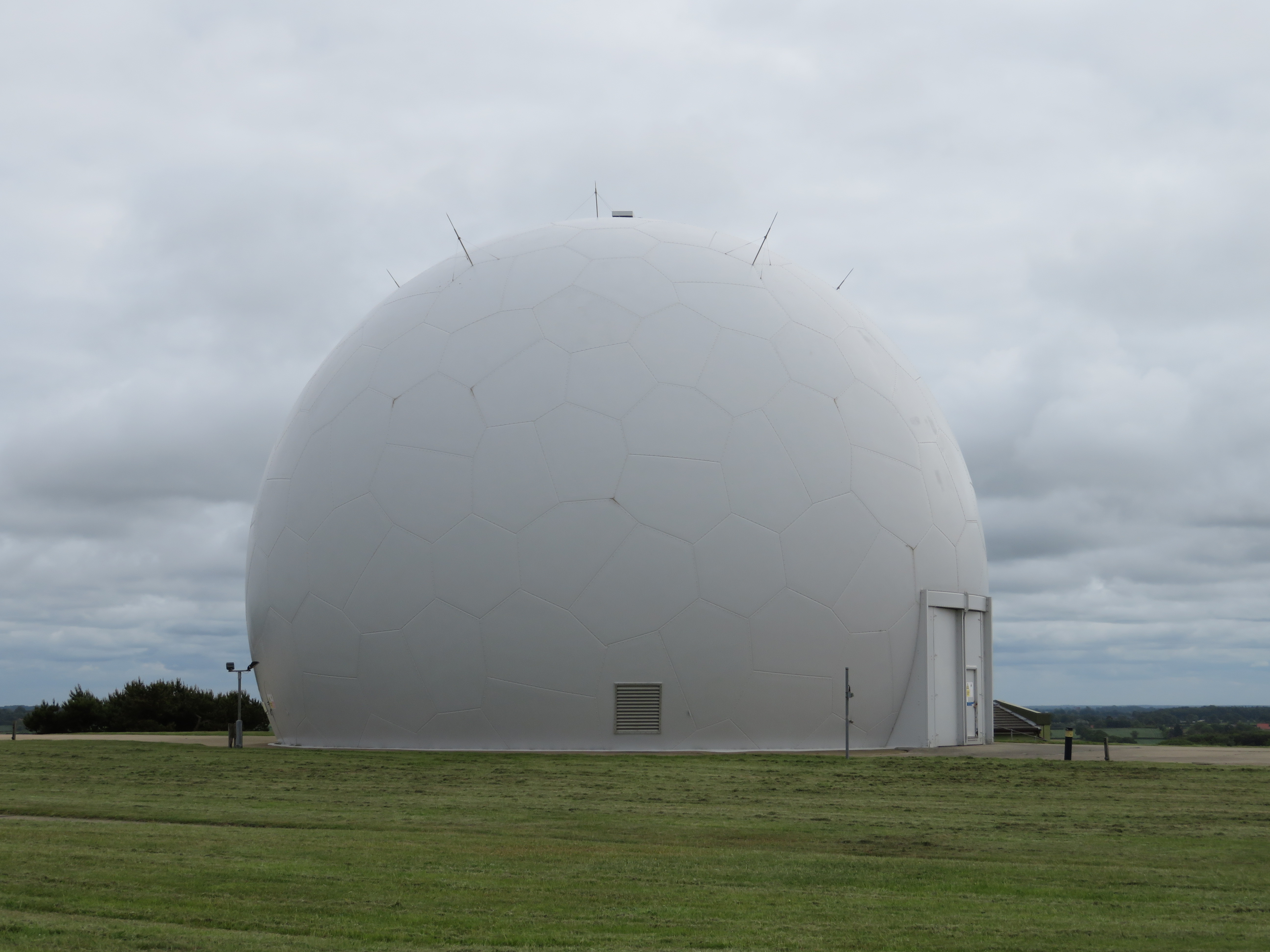
La RAF Trimingham

Trimingham è un villaggio con status di parrocchia civile dell'Inghilterra orientale, facente parte della contea del Norfolk e del distretto del North Norfolk e situato lungo la costa che si affaccia sul Mare del Nord. L'intera parrocchia civile conta una popolazione di circa 450 abitanti.

## Geografia fisica
Trimingham si trova tra le località di Cromer e Mundesley, rispettivamente a sud-est della prima e a nord-ovest della seconda, a pochi chilometri a sud-est di Overstrand. Da Cromer dista circa 5 miglia.
L'intera parrocchia civile occupa un'area di 3,632 km².

## Monumenti e luoghi d'interesse

### Architetture religiose

#### Chiesa di San Giovanni Battista
Principale edificio religioso di Trimingham è la chiesa di San Giovanni Battista: di epoca medievale, fu restaurata negli anni cinquanta del XIX secolo da Thomas Jekyll.

### Architetture civili

#### The Pilgrim Shelter
Altro edificio d'interesse di Timingham è The Pilgrim Shelter, edificio realizzato nel 1935 dal reverendo Page e dal giardiniere di quest'ultimo, Bertie Gray per ospitare una struttura sociale.

### Aree naturali
- Scogliere di Trimingham[7][8][9]
- Spiaggia di Trimingham[8]

## Società

### Evoluzione demografica
Nel 2020, la popolazione della parrocchia civile di Trimingham era stimata in 454 unità, in maggioranza (229) di sesso femminile.
La popolazione al di sotto dei 18 anni era stimata in 38 unità (di cui 17 erano i bambini al di sotto dei 10 anni), mentre la popolazione dai 65 anni in su era stimata in 193 unità (di cui 39 erano le persone dagli 80 anni in su).
La parrocchia civile di Trimingham ha conosciuto un decremento demografico rispetto al 2011, quando la popolazione censita era pari a 485 unità. Il dato era in crescita rispetto al 2001, quando la parrocchia civile di Trimingham contava 453 abitanti.
Il 71,6% dei residenti (pari a 350 unità) è di passaporto britannico (dato del 2011).

## Infrastrutture e trasporti

### RAF Trimingham
A Trimingham è presente una stazione radar della RAF, realizzata nel 1941.

## Sport
La squadra di calcio locale è il Trimingham Pilgrims Football Club.